# Paspalum rugulosum
Paspalum rugulosum е вид растение от семейство Житни (Poaceae). Видът е световно застрашен, със статут Уязвим.

## Разпространение
Разпространен е в Еквадор.